# Billy Taylor (sciatore)
William Nourse Taylor detto Billy o Bill (Saint Louis, 10 giugno 1956) è un ex sciatore alpino statunitense, vincitore della Nor-Am Cup nel 1978.

## Biografia
Sciatore polivalente originario di Orchard Park, Taylor ottenne il primo piazzamento in Coppa del Mondo il 19 gennaio 1975 a Kitzbühel in combinata (10º); in Nor-Am Cup nella stagione 1977-1978 vinse sia la classifica generale, sia quella di slalom speciale e ai XIII Giochi olimpici invernali di Lake Placid 1980, sua unica presenza olimpica, non completò lo slalom speciale. L'ultimo piazzamento della sua carriera agonistica fu il 6º posto ottenuto nella combinata di Coppa del Mondo disputata a Chamonix e Lake Louise tra il 27 gennaio e il 4 marzo dello stesso anno, suo miglior risultato nel circuito; non ottenne piazzamenti ai Campionati mondiali.

## Palmarès

### Coppa del Mondo
- Miglior piazzamento in classifica generale: 53º nel 1980

### Nor-Am Cup
- Vincitore della Nor-Am Cup nel 1978
- Vincitore della classifica di slalom speciale nel 1978[senza fonte]